# Molophilus (Molophilus) furcophallus
Molophilus (Molophilus) furcophallus is een tweevleugelige uit de familie steltmuggen (Limoniidae). De soort komt voor in het Australaziatisch gebied.